# Witborststeltral
De witborststeltral (Mesitornis variegatus of Mesitornis variegata) is een vogel uit de familie steltrallen. De vogel werd in 1838 door de Franse vogelkundige  Isidore Geoffroy Saint-Hilaire geldig beschreven. Het is een kwetsbare, endemische vogelsoort in Madagaskar.

## Kenmerken
De witborsteltral is een gedrongen bosvogel van 31 centimeter met stevige poten en korte, afgeronde vleugels. Het verenkleed is bij beide geslachten gelijk. Van boven is de vogel roodbruin, meteen grijze vlek op de mantel. Opvallend is de roodbruine oogstreep en daarboven de licht oker gekleurde wenkbrauwstreep. De borst is licht, roomkleurig met donkerbruine vlekken en stippen.

## Verspreiding en leefgebied
Deze soort is endemisch in Madagaskar. De leefgebieden liggen in ongerept tropisch loofbos in laagland. Het is een bodembewoner en eet voornamelijk insecten en spinnen. Die zoekt hij door in het bladstrooisel te prikken of blaadjes om te draaien. Het nest bevindt zich in een struik of boom, tot 3 meter boven de grond. Het is een standvogel.

## Status
De witborststeltral heeft een beperkt verspreidingsgebied en daardoor is de kans op uitsterven aanwezig. De grootte van de populatie werd in 2018 door BirdLife International geschat op mindern dan 5300 volwassen individuen en de populatie-aantallen nemen af door habitatverlies. Het leefgebied wordt aangetast door ontbossing waarbij natuurlijk bos wordt omgezet in gebied voor agrarisch gebruik (zwerflandbouw) en menselijke bewoning. Om deze redenen staat deze soort als kwetsbaar op de Rode Lijst van de IUCN.